# Río Tok
El río Tok (en ruso: Ток; bashkir: Туҡ (más profundo)) es un río de Rusia, afluente por la derecha del Samara, de la cuenca hidrográfica del Volga.

## Geografía
Discurre por territorio del óblast de Oremburgo. Tiene una longitud de 306 km y una cuenca de 5930 km². Su caudal medio, a 38 km de la desembocadura, es de 12.1 m³/s. Nace en el este del óblast en la cordillera de Obshchi Syrt, cerca de la frontera con la república de Bashkortostán, y comienza a fluir hacia el norte. Tras recibir las aguas del río Molochai tuerce hacia el oeste, cruzando en meandros una zona agrícola. En su curso recibe muchos pequeños ríos de la estepa. A pocos kilómetros al este de Buzuluk desemboca en el Samara.
El río permanece bajo los hielos de mediados de noviembre a abril. No es navegable.